# Musculus gluteus maximus
De musculus gluteus maximus of grote bilspier is de grootste van de drie bilspieren en bepaalt een groot deel van de vorm van de billen.
De musculus gluteus maximus beweegt het bovenbeen achterwaarts en stabiliseert de onderrug.